# بويسلي (الشاوية)
بويسلي هو دُوَّار يقع بجماعة اڭزناية الجنوبية، إقليم تازة، جهة فاس مكناس في المملكة المغربية. ينتمي الدوّار لمشيخة الشاوية التي تضم 8 دواوير. يقدر عدد سكانه بـ 761 نسمة حسب الإحصاء الرسمي للسكان والسكنى لسنة 2004.

## روابط خارجية
- البوابة الوطنية للجماعات الترابية نسخة محفوظة 12 مارس 2018 على موقع واي باك مشين.
- المندوبية السامية للتخطيط